# Весёлые человечки
Весёлые человечки — группа сказочных персонажей, ставших постоянными героями рассказов и комиксов в советском журнале «Весёлые картинки» (с 1956), а также детских книг и мультфильмов.

## Состав и история группы
В «Клуб Весёлых человечков» входят восемь персонажей, большинство из которых было известно задолго до создания журнала:
- Карандаш — художник из повести Ю. Дружкова «Приключения Карандаша и Самоделкина», лидер всей группы, председатель «Клуба Весёлых человечков»[1];
- Самоделкин — робот из повести Ю. Дружкова «Приключения Карандаша и Самоделкина»,[2] мастер на все руки;
- Буратино — персонаж сказки «Золотой ключик» А. Н. Толстого;
- Чиполлино — персонаж сказки «Приключения Чиполлино» Джанни Родари;
- Петрушка — персонаж кукольного театра;
- Гурвинек — персонаж чехословацкого театра кукол, созданный в 1920-е годы Йосефом Скупой, в 1950-е годы стал популярен в СССР как герой мультфильмов;
- Незнайка — персонаж сказок Николая Носова;
- Дюймовочка — персонаж одноимённой сказки Х. К. Андерсена (она появляется не во всех произведениях о «Клубе Весёлых человечков», а иногда вместо неё фигурирует Синеглазка из Зелёного города, которая появляется в «Приключениях Незнайки и его друзей»).

Карандаш и Самоделкин были придуманы детским писателем Юрием Дружковым, а нарисовал их художник и основатель журнала «Весёлые картинки» Иван Семёнов. Сын Юрия Дружкова, писатель Валентин Постников, так описывает создание этих образов:

В 1956 году был открыт журнал «Весёлые картинки», куда пришёл на работу мой двадцатидевятилетний папа. Главными героями журнала должны были стать маленькие весёлые человечки — Незнайка, Чиполлино, Буратино. Однако их оказалось маловато, и решено было придумать ещё двоих. Это важное дело поручили моему папе и художнику Ивану Семёнову… Так на свет появились Карандаш — художник с волшебным карандашом вместо носа: всё, что он нарисует, в ту же секунду оживёт, и Самоделкин, у которого вместо носа винтик, ручки-ножки — пружинки, сам он весь железненький и за одну секунду может всё что угодно починить.

## Произведения о Весёлых человечках
Существует ряд мультфильмов, в которых действуют члены «Клуба Весёлых человечков» — два фильма Петра Носова из серии «Весёлые человечки», цикл фильмов Вахтанга Бахтадзе о Самоделкине и новый мультфильм 1996 года в стиле «ретро»:
- Приключения Самоделкина (1957)
- Ровно в три пятнадцать… (1959)
- Самоделкин-спортсмен (1962)
- Где я его видел? (1965)
- Самоделкин в космосе (1971)
- Самоделкин под водой (1977)
- Самоделкин на выставке (1980)
- Подарок Самоделкина (1983)
- Весёлые картинки. Фантазия в стиле ретро (1996)

О Карандаше и Самоделкине Юрий Дружков написал две книги — «Приключения Карандаша и Самоделкина» (1964) и «Волшебная школа Карандаша и Самоделкина» (1984). Впоследствии его сын Валентин Постников написал продолжение «Новые приключения Карандаша и Самоделкина», а также книги:
- «Карандаш и Самоделкин на острове гигантских насекомых»,
- «Карандаш и Самоделкин на острове необычайных приключений»,
- «Карандаш и Самоделкин на Острове Сокровищ»,
- «Карандаш и Самоделкин в стране людоедов»,
- «Карандаш и Самоделкин в Антарктиде»,
- «Карандаш и Самоделкин на Марсе»,
- «Приключения Карандаша и Самоделкина на „Дрындолёте“».